# 신승불교

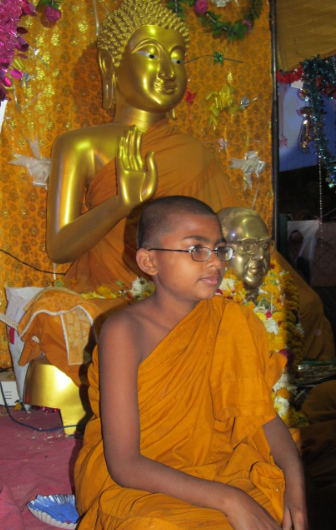
인도 비하라에 있는 젊은 인도 사미승. 안에는 석가모니불상과 보살로 묘사된 BR 암베드카르의 동상이 있다.

신승불교(힌디어: नवयान 나바얀) 또는 신불교, 암베드카르 불교는 인도의 법학자, 사회 개혁가, 학자인 빔라오 람지 암베드카르가 설립하고 발전시킨 불교 종파를 현대적으로 재해석한 말이다.
암베드카르는 인도의 학자, 정치인, 불교학자, 제헌의회 의원이었다. 그는 영국령 인도 시절 달리트 가문에서 태어나 해외 유학을 거쳐 달리트 지도자가 되었고, 1935년 힌두교에서 다른 종교로 개종하겠다는 의사를 밝혔으며, 거의 21년 동안 힌두교, 불교, 시크교, 기독교, 이슬람교 등 세계의 모든 주요 종교를 심도 있게 공부했다. 그 후 암베드카르는 불경을 연구하며 사성제와 무아와 같은 몇 가지 핵심 신앙과 교리에 결함이 있다는 것을 발견하고, 이 가르침들을 자신이 "신승" 불교, 또는 나바야나라고 부르는 것으로 재해석했다. 암베드카르는 1956년 10월 13일 기자회견을 열어 상좌부 불교, 대승 불교, 힌두교를 모두 거부한다고 선언했다. 그 후 그는 죽기 약 6주 전에 힌두교에서 신승불교로 개종하였다. 신승 불자들은 자신들이 믿는 불교를 근본적으로 기존 불교와 다른 사상을 가진 종파가 아니라 불교의 원리에 기초한 새로운 사회 운동으로 간주한다.
달리트 불교 운동에서 신승불교는 전통적인 불교 종파로 여겨지는 상좌부 불교, 대승 불교, 금강승 불교와 구별되는 인도 토착 불교의 독립적인 새로운 분파로 간주된다. 이는 불교가 무엇인지 근본적으로 재해석하며, 석가모니의 본래 가르침 중 일부를 수정하여 계급투쟁, 사회적 평등, 교육받을 권리 등에 보다 관심을 기울이고 오늘날의 문제를 고려한다.
신승 불교라는 용어는 암베드카르가 인도에서 창시한 운동과 관련하여 가장 일반적으로 사용되지만, 서구화된 형태의 불교를 지칭하는 다른 의미로도 드물게 사용된다. 암베드카르는 자신의 불교를 "신승(Navayāna)" 또는 "신불교(Neo-Buddhism)"라고 불렀다. 암베드카르가 저술한 붓다와 그의 가르침은 신승 불교의 불경이다. 신승 불교의 신자들은 일반적으로 "불자"라고 불리며 암베드카르 불교도, 신불교도, 드물게는 신승 불교도로도 불린다. 신승 불자들의 거의 90%가 마하라슈트라주에 살고 있다. 2011년 인구 조사에 따르면 마라티 불교도는 650만 명으로 마하라슈트라 인구의 5.8%, 인도 전체 불자 인구의 77%를 차지한다.

## 같이 보기
- 불교 사회주의
- 실천불교

### 인용주
1. ↑  Bhimrao Ramji Ambedkar is also called Babasaheb Ambedkar.
2. ↑  ... the Buddhism upon which [Ambedkar] settled and about which he wrote in The Buddha and his Dhamma was, in many respects, unlike any form of Buddhism that had hitherto arisen within the tradition. Gone, for instance, were the doctrines of karma and rebirth, the traditional emphasis on renunciation of the world, the practice of meditation, and the experience of enlightenment. Gone too were any teachings that implied the existence of a trans-empirical realm ... . Most jarring, perhaps—especially among more traditional Buddhists—was the absence of the Four Noble Truths, which Ambedkar regarded as the invention of wrong-headed monks.[9]
3. ↑  Ambedkar's interpretation of Buddhism was a radical one; it took a revisionist approach to a number of widely accepted traditional Buddhist teachings.[10]

### 참조주
1. 1 2  Tartakov, Gary (2003).  Robinson, Rowena, 편집. 《Religious Conversion in India: Modes, motivations, and meanings》. Oxford University Press. 192–213쪽. ISBN 978-0-19-566329-7.
2. ↑  Queen, Christopher (2015).  Emmanuel, Steven M., 편집. 《A Companion to Buddhist Philosophy》. John Wiley & Sons. 524–525쪽. ISBN 978-1-119-14466-3.
3. 1 2  Dirks, Nicholas B. (2011). 《Castes of Mind: Colonialism and the making of modern India》. Princeton University Press. 267–274쪽. ISBN 978-1-4008-4094-6.
4. ↑  “Why Ambedkar chose Buddhism over Hinduism, Islam, Christianity”. 《ThePrint》 (미국 영어). 2019년 5월 20일. 2022년 6월 19일에 확인함.
5. ↑  “Three reasons why Ambedkar embraced Buddhism”. 《The Indian Express》 (영어). 2022년 4월 14일. 2022년 6월 19일에 확인함.
6. 1 2 3  Zelliot, Eleanor (2015).  Jacobsen, Knut A., 편집. 《Routledge Handbook of Contemporary India》. Taylor & Francis. 13, 361–370쪽. ISBN 978-1-317-40357-9.
7. 1 2  Queen, Christopher (2015).  Emmanuel, Steven M., 편집. 《A Companion to Buddhist Philosophy》. John Wiley & Sons. 524–529쪽. ISBN 978-1-119-14466-3.
8. ↑  Omvedt, Gail (2003). 《Buddhism in India: Challenging Brahmanism and caste》 3판. London, UK; New Delhi, IN; Thousand Oaks, CA: Sage. 2, 3–7, 8, 14–15, 19, 240, 266, 271쪽.
9. 1 2  Keown, Damien; Prebish, Charles S. (2013). 《Encyclopedia of Buddhism》. Routledge. 25쪽. ISBN 978-1-136-98588-1.
10. ↑  Rich, Bruce (2008). 《To Uphold the World》. Penguin Books. 204쪽. ISBN 978-0-670-99946-0.
11. ↑  Keown, Damien; Prebish, Charles S. (2013). 《Encyclopedia of Buddhism》. Routledge. 24–26쪽. ISBN 978-1-136-98588-1.
12. ↑  Blackburn, Anne M. (1993). “Religion, kinship and Buddhism: Ambedkar's vision of a moral community”. 《The Journal of the International Association of Buddhist Studies》 16 (1): 1–22.
13. ↑  Wiering, Jelle (2016년 7월 2일). “"Others Think I am Airy-fairy": Practicing Navayana Buddhism in a Dutch Secular Climate”. 《Contemporary Buddhism》 17 (2): 369–389. doi:10.1080/14639947.2016.1234751. ISSN 1463-9947.
14. ↑  Christopher S. Queen (2000). 《Engaged Buddhism in the West》. Wisdom Publications. 23쪽. ISBN 978-0-86171-159-8.
15. ↑  Queen, Christopher (2015).  Emmanuel, Steven M., 편집. 《A Companion to Buddhist Philosophy》. John Wiley & Sons. 524–531쪽. ISBN 978-1-119-14466-3.
16. ↑  “Population by religion community – 2011”. 《Census of India, 2011》. The Registrar General & Census Commissioner, India. 2015년 8월 25일에 원본 문서에서 보존된 문서.

## 추가 읽기
- Ambedkar, Bhimrao R. (1950). “Buddha and the Future of His Religion”. 《The Mahä-Bodhi》 58 (4–5): 117–118, 199–20 6.
- Ambedkar, Bhimrao R. (2011).  Rathore; Verma, 편집. 《The Buddha and his Dhamma: A critical edition》. Oxford University Press. ISBN 9780198068679.
- Gannon, Shane P. (2011). “Conversion as a thematic site: Academic representations of Ambedkar's Buddhist turn”. 《Method & Theory in the Study of Religion》 23 (1): 1–28. doi:10.1163/157006811X549670. JSTOR 23555728.
- Jondhale, Surendra; Beltz, Johannes (2004). 《Reconstructing the world: B.R. Ambedkar and Buddhism in India》. New Delhi, IN: Oxford University Press. ISBN 0195665295.
- Singh, Aakash (2011). 〈The political theology of Navayana Buddhism〉.   Losonczi, Péter; Luoma-aho, Mika. 《The Future of Political Theology: Religious and Theological Perspectives》. Farnham, Surrey, UK; Burlington, VT: Ashgate. 159–172쪽. ISBN 9781409417606.